# 浅見絅斎

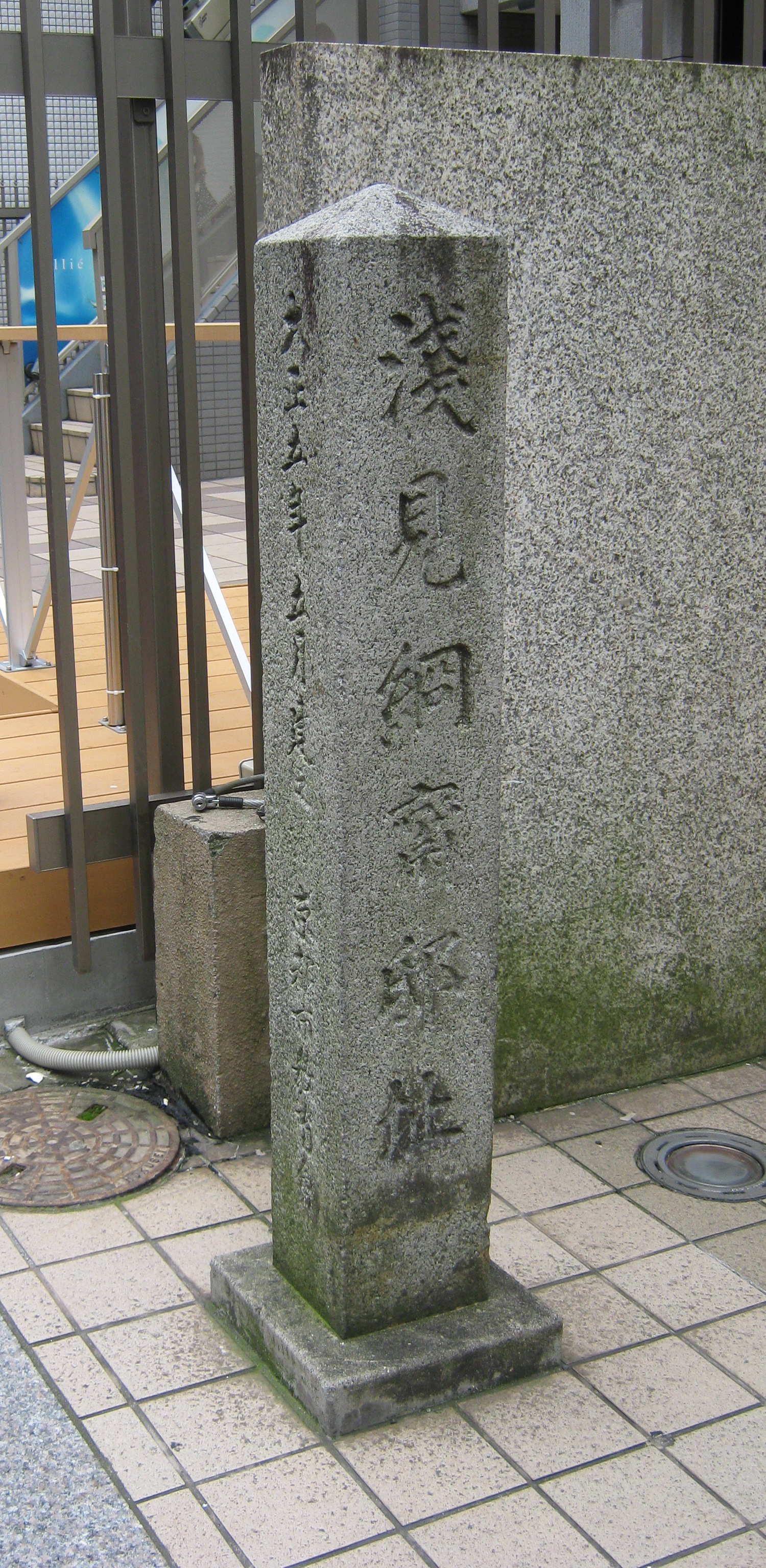
浅見絅斎邸址、京都市中京区錦小路通高倉西入南側

浅見 絅斎（あさみ けいさい、慶安5年8月13日（1652年9月15日） - 正徳元年12月1日（1712年1月8日））は、日本の江戸時代の儒学者・思想家。名は重次郎。諱は安正。筆名として望楠楼。

## 来歴
近江国（現滋賀県高島市）に生まれる。はじめ医者を職業としたがやがて山崎闇斎に師事し、後世、闇斎門下の俊英3人、すなわち崎門三傑の一人に数えられる（他の二人は三宅尚斎、佐藤直方）。後年に至って、闇斎の垂加神道の説に従わなかったために疎遠となった。闇斎の死後は、神道にも興味を示すようになり、闇斎の所説を継述するに至った。門下に、若林強斎（守中霊社）・山本復斎（守境霊社）等がいる。その尊王斥覇論は徹底しており、関東の地に立ち入ることはなく、終生、諸侯の招聘を拒み在野にあった。
主著『靖献遺言』は、1684年から1687年にかけて書かれた。屈原、諸葛孔明、陶潜、顔真卿、文天祥、謝枋得、劉因及び方孝孺の8名の評伝の形を取っており、幕末のいわゆる志士たちに大きな影響を与えた。

## 栄典
- 1910年（明治43年）12月1日 - 贈従四位[3]